# جيف آدامز (لاعب كرة قدم أمريكية)
جيف آدامز (بالإنجليزية: Jeff Adams)‏ هو لاعب كرة قدم أمريكية أمريكي، ولد في 6 سبتمبر 1989 في بروين في الولايات المتحدة.

## وصلات خارجية
- جيف آدامز على موقع مرجع كرة القدم المحترفة.كوم (الإنجليزية)